# Mecaphesa rufithorax
Mecaphesa rufithorax es una especie de araña cangrejo del género Mecaphesa, familia Thomisidae, orden Araneae.

## Distribución
Esta especie se encuentra en Estados Unidos: Hawái.

## Taxonomía
Fue descrita científicamente por Simon en 1904.
Tratamiento taxonómico
La especie aparece registrada y publicada en Arachnida (Supplement). in: Fauna Hawaiiensis. London pp. 339–344.